# Jekimkowo (obwód wołogodzki)
Jekimkowo (ros. Екимково) – wieś w Rosji, w rejonie mieżdurieczeńskim obwodu wołogodzkiego. W 2021 r. była niezamieszkana.